# Podróż apostolska Benedykta XVI do Hiszpanii (2006)
W dniach od 8 lipca do 9 lipca 2006 odbyła się podróż Benedykta XVI do Hiszpanii (dokładnie do Walencji) w ramach V Światowego Spotkania Rodzin. Papież zobaczył się z wieloma hiszpańskimi oraz zagranicznymi rodzinami na specjalnym, dwugodzinnym spotkaniu, na którym odczytał swoje przemówienie. W czasie wizyty miały też miejsce spotkania z hiszpańskimi biskupami, królewską parą oraz z premierem tego kraju.

## Szczegółowy plan wizyty Benedykta XVI w Hiszpanii

### 8 lipca
- 9.30 – wylot z rzymskiego lotniska Fiumicino,
- 11.30 – przylot na lotnisko Manises w Walencji,
- 12.15 – wyjazd z lotniska do miejscowej katedry i do bazyliki pw. Virgen de los Desamparados (Matki Bożej Opuszczonych),
- 13.00 – przyjazd do katedry. Spotkanie z biskupami hiszpańskimi,
- 13.30 – modlitwa Anioł Pański na Plaza de la Virgen (Placu Matki Bożej),
- 13.45 – wyjazd do pałacu arcybiskupiego, który będzie rezydencją Benedykta XVI,
- 14.00 – odpoczynek Benedykta XVI, wspólny obiad,
- 17.00 – wyjazd z pałacu arcybiskupiego,
- 17.10 – spotkanie z królewską parą Hiszpanii w pałacu Generalitat,
- 18.00 – wyjazd do pałacu arcybiskupiego,
- 18.10 – przyjazd do rezydencji papieskiej, krótki odpoczynek,
- 18.30 – przyjęcie premiera Hiszpanii Jose Luisa Zapatero,
- 21.00 – spotkanie z uczestnikami na zakończenie V Światowego Spotkania Rodzin,
- 23.00 – zakończenie spotkania.

### 9 lipca
- 8.15 – pożegnanie w Rezydencji Papieskiej,
- 8.30 – przejazd do Miasteczka Sztuki i nauki,
- 9.15 – przyjazd do zakrystii,
- 9.30 – msza, której przewodniczył Benedykt XVI,
- ok. 12.30 – wyjazd na lotnisko Manises,
- ok. 12.45 – przyjazd na lotnisko, uroczyste pożegnanie,
- 13.30 – wylot z Hiszpanii,
- 15.30 – przylot do Rzymu.